# Crescentaleyrodes vetiveriae
Crescentaleyrodes vetiveriae là một loài côn trùng cánh nửa trong họ Aleyrodidae, phân họ Aleyrodinae.
Crescentaleyrodes vetiveriae được Dubey & Ko miêu tả khoa học đầu tiên năm 2006.